# Конференция католических епископов Вьетнама
Конференция католических епископов Вьетнама (англ.  Catholic Bishops' Conference of Vietnam, CBCV, вьет. Hội đồng Giám mục Việt Nam) — коллегиальный орган национального церковно-административного управления Римско-Католической церкви во Вьетнаме. Конференция католических епископов Вьетнама осуществляет определённые пастырские функции, направленные для решения литургических, дисциплинарных и иных вопросов, свойственных вьетнамской католической общине и её положению во вьетнамском обществе. Высшим органом Конференции католических епископов Вьетнама является общее собрание филиппинских епископов и архиепископов. Решения конференции католических епископов Филиппин утверждаются Римским папой. В настоящее время председателем является архиепископ Хошимина Павел Буй Вандок.

## История
24 ноября 1960 года Римский папа Иоанн XXIII издал бреве «Venerabilium Nostroum», которой основал три новых митрополии Ханоя, Хюэ и Сайгона. В этом же году была создана Конференция католических епископов Вьетнама, которая объединяла католических иерархов Южного Вьетнама. После объединения страны в 1975 году в состав Конференции католических епископов Вьетнама вошли иерархии Северного Вьетнама. В начале 1980 года в Ханое состоялась подготовительная конференция по объединению вьетнамских епископов в единую организацию. С 24 мая по 1 июня 1980 года в Ханое собрались все католические епископы Вьетнама, которые во время работы конференции приняли новый устав организации. 6 июля 1980 года Римский папа Иоанн Павел II утвердил устав этой объединённой конференции.

## Структура
Члены Конференции собираются на Епископском заседании, которое является высшим органом Конференции. Решения Епископского заседания являются обязательными для исполнения на всей территории страны только после их утверждения Святым Престолом. Епископское заседание собирается один раз в три года. Между Епископскими заседаниями от имени Конференции действует Постоянный комитет, состоящий из председателя, вице-председателя, генерального секретаря и заместителя генерального секретаря. Постоянный комитет подготавливает документы и формулирует важные вопросы, которые решаются на следующем Епископском заседании. Решения Епископского заседания исполняют следующие 17 комитетов: 
1. Комитет вероучения;
2. Библейская комитет
3. Комитет благотворительности и социальной деятельности
4. Комитет по делам клира и семинаристов
5. Комитет посвящённой жизни
6. Комитет культуры
7. Комитет духовной жизни
8. Комитет догматики
9. Комитет евангелизации
10. Комитет семьи
11. Комитет права и мира
12. Комитет мирской жизни
13. Комитет по делам мигрантов
14. Комитет священного искусства
15. Комитет священной музыки
16. Комитет социальной коммуникации
17. Комитет молодёжи

## Источник
- Annuario Pontificio, Libreria Editrice Vaticana, Città del Vaticano, 2003, стр. 1018, ISBN 88-209-7422-3